# Гуттаперча

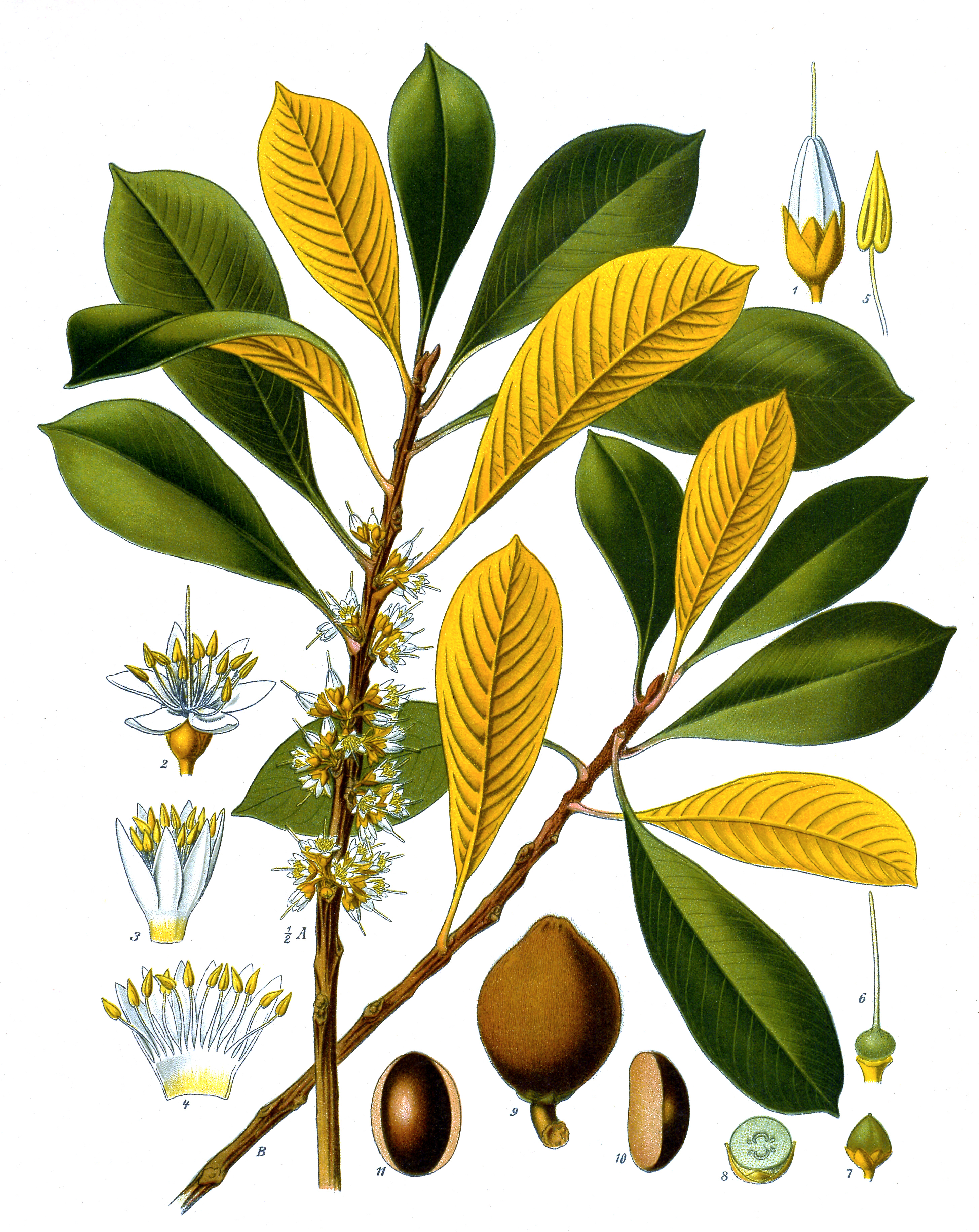
en:Palaquium gutta

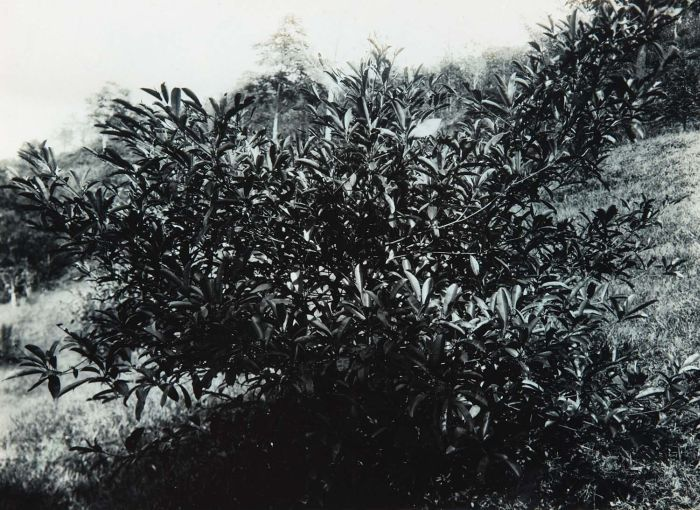
Гуттаперчевое дерево

Химическая структура гуттаперчи

Гуттаперча (англ. gutta-percha от малайск. guttah «смола; камедь» + perscha или percha «остров», или pertja — название растения) — смола, добываемая из растения «pertja» (род Palaquium); высокомолекулярный углеводород, идентичный по химическому составу натуральному каучуку.
Химическая формула: (С5Н8)n (полимер 1,4-изопрена); геометрический изомер (транс-форма) каучука, отличающийся значительно меньшей эластичностью.
Добывают из млечного сока гуттаперченосных растений, произрастающих на островах Малайского архипелага, Филиппинских островах. В России добывают из бересклета бородавчатого. Гуттаперча — кожеподобный продукт белого или желтоватого цвета. Она способна, как и каучук, вулканизироваться серой.

## Применение

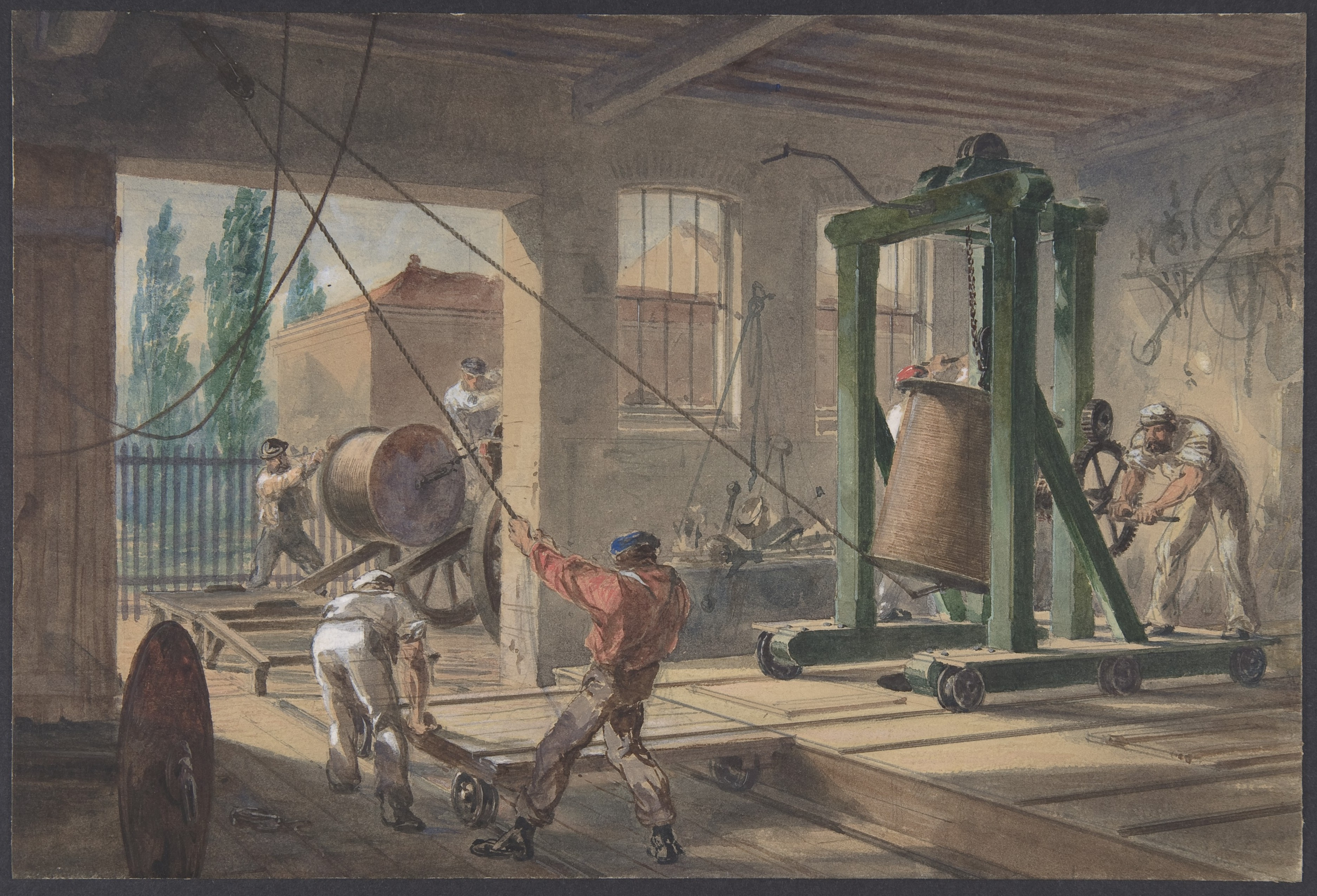
Покрытие кабеля гутаперчей. Гринвич, 1865-66 годы. Картина Р. Ч. Дадли

Ранее применялась как изолирующий материал в электро- и радиопромышленности, в химической и обувной промышленности, а также из гуттаперчи, в частности, изготавливали приводные ремни, транспортёрные ленты, различные прокладки, химически стойкие резервуары, различные клеевые вещества, штемпели. В прошлом использовалась также как одна из разновидностей резин — в частности, долгое время была традиционным материалом для изготовления мячей для гольфа. С развитием химической промышленности применение гуттаперчи в данных областях было заменено более дешёвыми материалами, такими как: резина и различными сортами пластика.
В настоящее время используется в стоматологии как материал для обтурации корневых каналов при лечении пульпита и периодонтита (в составе гуттаперчевого штифта — не рассасывающегося наполнителя для пломбирования корневых каналов, корневая пломба), а также при изготовлении зубных протезов.
Также гуттаперча применяется при росписи шёлка для предотвращения растекания краски по ткани.

## Употребление в разговорной речи
Прилагательное «гуттаперчевый» стало нарицательным в разговорной речи как определение большой гибкости, эластичности как в прямом, так и в переносном смысле (например: «гуттаперчевое решение» — «уклончивое, допускающее разные истолкования»). «Гуттаперчевый» — также может являться синонимом «резиновый». Эти ранее довольно распространённые выражения в настоящее время почти не употребляются.

## Упоминания в литературе
- В романе Пять недель на воздушном шаре (1863) Жюль Верн упоминает гуттаперчу как пропитку оболочки воздушного шара.
- Повесть Дмитрия Григоровича «Гуттаперчевый мальчик» рассказывает о мальчике, выступающем в цирке благодаря своей необычайной гибкости.
- В повести Николая Лескова «Левша» упоминается так называемая «гуттаперчевая пилюля» как одно из средств лечения «аглицкого полшкипера» от тяжёлого алкогольного отравления.
- В книге Всеволода Гаршина «Из воспоминания рядового Иванова»: «Жили они дружно; капитан приголубил прапорщика, поил и кормил его, а во время дождей даже прикрывал его своим единственным гуттаперчевым плащом».
- Книга Александра Ольбика называется «Гуттаперчевая любовь».
- В песне Владимира Высоцкого «Скалолазка».
- В романах «Король, дама, валет» и «Лолита» Набокова.
- В песне Otto Dix «Гуттаперчевый мальчик»